# Auburndale (Florida)
Auburndale és una població dels Estats Units a l'estat de Florida. Segons el cens del 2000 tenia 11.032 habitants.

## Demografia
Segons el cens del 2000, Auburndale tenia 11.032 habitants, 4.119 habitatges, i 3.002 famílies. La densitat de població era de 816 habitants per km².
Dels 4.119 habitatges en un 35,3% hi vivien nens de menys de 18 anys, en un 52,1% hi vivien parelles casades, en un 15,7% dones solteres, i en un 27,1% no eren unitats familiars. En el 21,7% dels habitatges hi vivien persones soles el 9,8% de les quals corresponia a persones de 65 anys o més que vivien soles. El nombre mitjà de persones vivint en cada habitatge era de 2,63 i el nombre mitjà de persones que vivien en cada família era de 3,02.
Per edats la població es repartia de la següent manera: un 27,2% tenia menys de 18 anys, un 9% entre 18 i 24, un 27,8% entre 25 i 44, un 20,8% de 45 a 60 i un 15,3% 65 anys o més.
L'edat mediana era de 36 anys. Per cada 100 dones de 18 o més anys hi havia 89,6 homes.
La renda mediana per habitatge era de 34.184 $ i la renda mediana per família de 36.303 $. Els homes tenien una renda mediana de 30.468 $ mentre que les dones 21.232 $. La renda per capita de la població era de 15.510 $. Entorn del 13,4% de les famílies i el 17,3% de la població estaven per davall del llindar de pobresa.

## Poblacions més properes
El següent diagrama mostra les poblacions més properes.